# Parsidance Festival
Parsidance Festival is een dancefestival in het West-Vlaamse Rumbeke, op initiatief van de lokale scoutsgroep Scouts Parsifal Rumbeke. Het groeide in 10 jaar tijd uit tot een populair festival in de regio.
Parsidance vindt plaats in april, en is daarmee het eerste openluchtfestival van het jaar in de provincie West-Vlaanderen. De festivallocatie is het eigen terrein van de scoutsgroep. Muziekgenres zijn onder meer disco, house en techno.
De eerste editie vond plaats in 2013, en werd georganiseerd door de Jins van de Scouts van Rumbeke, om het eigen zomerkamp mee te kunnen financieren. De eerste editie trok 300 bezoekers. In 2024, de tiende editie, trok het evenement inmiddels 7.000 bezoekers, en was het evenement voor het derde jaar op rij uitverkocht. Dat jaar werd het evenement omgezet van een een- naar tweedaags festival, om meer bezoekers op het scoutingterrein te kunnen verwelkomen.